# Lista över svenska miljardärer (2018)
Lista över svenska miljardärer förtecknar svenska miljardärer 2018, räknat i svenska kronor.
Veckans Affärer listar 191 svenska miljardärer 2018, varav 38 dollarmiljardärer.
Bland nykomlingarnan i listan för 2018 är Jacob de Geer, Magnus Nilsson och Niklas Östberg.

## Svenska miljardärer 2018
| Nr | Namn                   | Förmögenhet | Ålder | Bor                       | Källa till förmögenhet       | Foto |
| -- | ---------------------- | ----------- | ----- | ------------------------- | ---------------------------- | ---- |
| 1  | Stefan Persson         | 115         | 71    | Djursholm                 | Hennes & Mauritz             |      |
| 2  | Hans Rausing           | 110         | 92    | Wadhurst                  | Tetra Pak Arctic Services AG |      |
| 3  | Melker Schörling       | 68          | 71    | Stockholm                 | Hexagon, Securitas, Assa     |      |
| 4  | Fredrik Paulsen        | 66          | 67    | Lausanne                  | Ferring                      |      |
| 5  | Antonia Ax:son Johnson | 58          | 75    | Upplands Väsby            | Axel Johnson AB              |      |
| 6  | Jörn Rausing           | 56          | 58    | Surrey                    | Tetra Pak                    |      |
| 7  | Finn Rausing           | 52          | 63    | Stockholm                 | Tetra Pak                    |      |
| 7  | Kirsten Rausing        | 52          | 66    | Newmarket, Storbritannien | Tetra Pak                    |      |
| 9  | Bertil Hult            | 41          | 77    | Luzern                    | EF Education                 |      |
| 10 | Dan Sten Olsson        | 40          | 71    | Göteborg                  | Stenakoncernen               |      |

      Ny på listan 2018